# Latronema sertatum
Latronema sertatum är en rundmaskart som beskrevs av Christian Wieser 1959. Latronema sertatum ingår i släktet Latronema och familjen Choniolaimidae. Inga underarter finns listade i Catalogue of Life.